# Queso parmesano
El parmesano o parmesano reggiano (en italiano, parmigiano reggiano) es un famoso queso italiano de consistencia dura, granulosa y grasa. El parmesano se usa rallado o gratinado. Su producción se encuentra regulada por una DOP (denominación de origen protegida, o denominazione d'origine protetta en italiano).
El queso fue creado en llanura Padana en la Edad Media, probablemente por monjes en el siglo XII o XIII. Rápidamente se hizo popular tanto en Italia como en otros países, y es uno de los primeros ejemplos italianos de un alimento con un nombre vinculado a una ciudad que alcanza un estatus icónico como especialidad. Hoy en día, el parmesano es el queso italiano con denominación protegida más exportado. Entre el 20 y el 25% de la producción italiana se exporta.
Se le ha llamado el "Rey de los quesos"  y "un alimento prácticamente perfecto", mientras que en 2023, la guía TasteAtlas eligió al Parmigiano Reggiano como el mejor queso del mundo.

## Historia
Su nombre en italiano es conocido como "Parmigiano Reggiano". Según la leyenda, nace durante la Edad Media en Bibbiano, en la provincia de Reggio Emilia, pero bajo la diócesis de Parma y de ahí el nombre. Testimonios históricos (por ejemplo aparece alabado por Boccaccio en el Decamerón)   muestran que entre los años 1200 y 1300 el Parmesano tenía ya la constitución actual,  lo que hace suponer que sus orígenes se remontan a varios siglos atrás. Es posible que la receta sea análoga a la de un queso que aparece citado en fuentes de la época romana.
Históricamente, la cuna del Parmesano estuvo, en el siglo XII, cerca de los grandes monasterios y castillos, donde aparecieron los primeros caselli: pequeños edificios de planta cuadrada o poligonal en los que se elaboraba la leche. Los principales monasterios entre Parma y Reggio Emilia eran cuatro: 
- Benedictinos: San Giovanni (Parma) y San Prospero (Reggio Emilia).
- Cistercienses: San Martín de Valserena y Fontevivo (Parma).

Para obtener prados con buena hierba, destinados a la cría de animales de gran talla, son necesarios terrenos con abundancia de agua. Es lógico, por tanto, que las mayores praderas se formaran allí donde más agua había: en Parma, al norte de la ciudad y en la zona de Fontenellato-Fontevivo; mientras que en Reggio Emilia el territorio con más agua estaba entre Montecchio y Campegine, esta última perteneciente entonces a Parma.
Además, en la zona de Parma, gracias a las salinas de Salsomaggiore, existía la sal necesaria para la elaboración del queso. El parmesano se extendió rápidamente hasta su distribución actual, al sur de río Po, en las provincias de Parma, Reggio Emilia y Módena, y también parte de las de Piacenza, Bolonia y Mantua.
Durante el Gran Incendio de Londres de 1666, Samuel Pepys enterró su "queso Parmazan, así como su vino y algunas otras cosas" para preservarlas.
En las memorias de Giacomo Casanova, comentó que el nombre de "parmesano" era un término erróneo común en toda una Europa "ingrata" en su época (mediados del siglo XVIII), ya que el queso se producía en la ciudad de Lodi, Lombardía, no en Parma. Aunque Casanova conocía su mesa y afirmaba en sus memorias que estaba recopilando un diccionario de quesos (nunca completado), se ha considerado que su comentario se refería erróneamente a un queso grana English Italiano similar al "Parmigiano", el Grana Padano, que se produce en la zona de Lodi.[cita requerida]

## Cultura gastronómica de expatriados: en Australia, Argentina y Estados Unidos
Los inmigrantes italianos se han distinguido por apegarse a su propia cultura alimentaria y por crear un medio de vida a partir de la producción y el servicio de alimentos. Las comunidades de emigrantes también brindaron la oportunidad de disfrutar de comidas y bebidas de las que la pobreza en su país les había impedido, y la pasta, el aceite de oliva, el vino, el parmesano y la carne de res en grandes cantidades se convirtieron en propiedad común y crearon una cocina italiana que se manifestó tanto en el restaurantes que abrieron los emigrantes y en las casas. Esto también fue, en cierta medida, llevado a Italia por los visitantes y los que regresaron.
La producción local de parmesano se inició vinculada a las tres mayores colonias italianas de ultramar del período de emigración de 1880 a 1930: Estados Unidos (especialmente Nueva York), Argentina (especialmente Buenos Aires) y Australia (especialmente Melbourne). Actualmente, la producción en EE. UU. se realiza sobre todo en los estados de Nueva York, Míchigan y Wisconsin, y las autoridades han estipulado que el período de almacenamiento debe ser de al menos 10 meses. El productor de Wisconsin, Antigo Cheese Company, produce un Stravecchio envejecido durante 20 meses y ha ganado premios en los Estados Unidos. En 2015, se produjeron 340 millones de libras (154.000 toneladas) de parmesano en Estados Unidos. El Reggianito argentino, que se convirtió en una exportación tan popular después de la Primera Guerra Mundial que ayudó a establecer los regímenes de protección para el parmesano italiano, se produce en ruedas mucho más pequeñas que las italianas y se almacena durante un mínimo de seis meses. En 2007 todavía se vendía ampliamente en forma rota.

## Denominación de origen

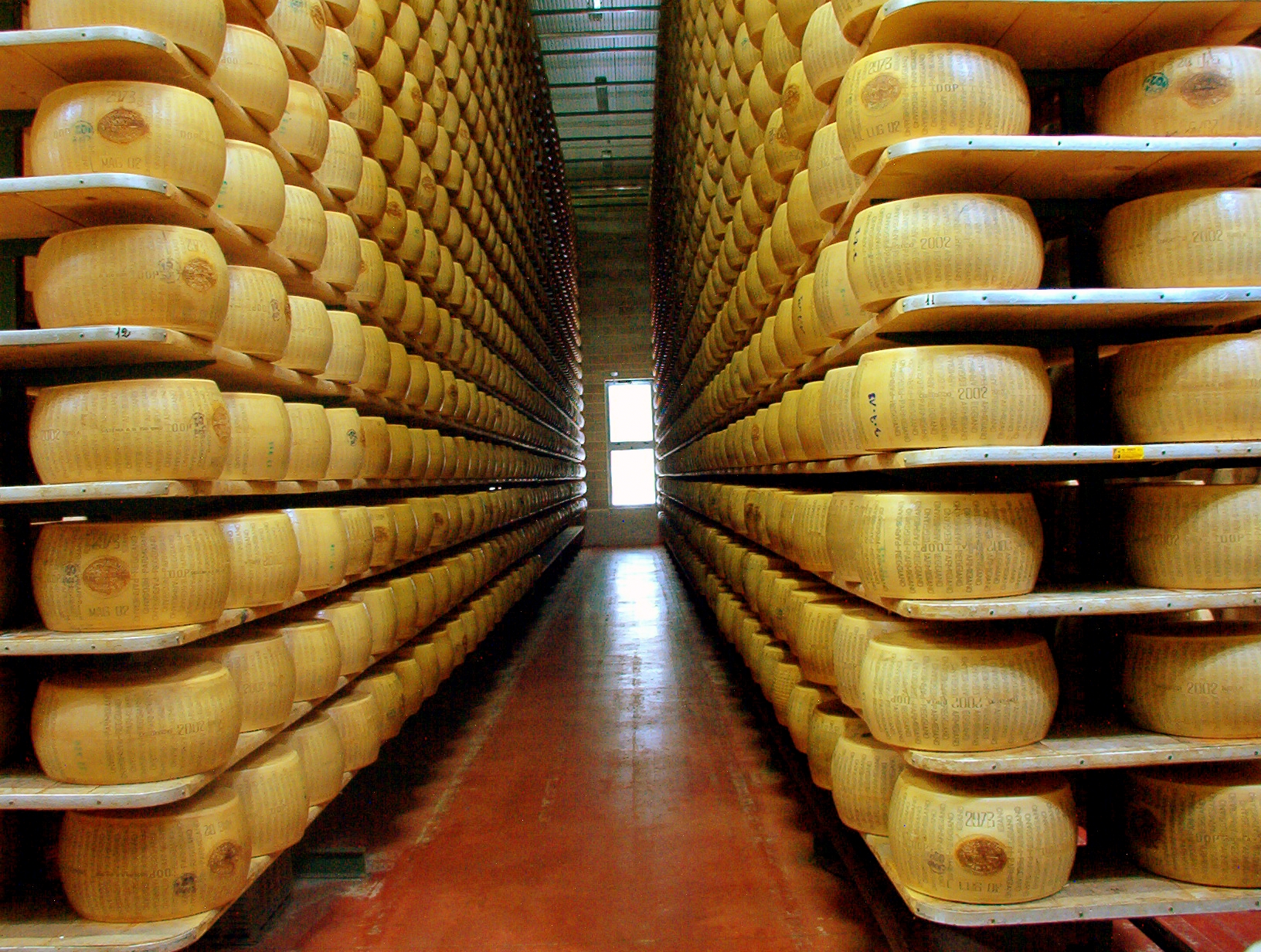
Bodega moderna de maduración de parmesano.

El parmesano es un producto con Denominación de Origen Protegida (DOP) según la norma europea CEE 2081/92 y con el reconocimiento de registro CE número 1107/96. A nivel internacional, cuenta con registro como denominación de origen, conforme al Sistema de Lisboa, ante la Organización Mundial de la Propiedad Intelectual, desde el 23 de diciembre de 1969. Únicamente el queso producido bajo las especificaciones recogidas en el Reglamento de producción puede llevar la marca Parmigiano-Reggiano.
El parmesano debe llevar en la parte externa las marcas que permitan identificar y distinguir el producto. Otras cuestiones reguladas en su producción son los prados estables y la cría del ganado.
Las marcas que debe llevar el queso desde el origen son:
- El sello impreso a lo largo de toda la parte externa con la leyenda "PARMIGIANO-REGGIANO", el número de registro del fabricante, el mes y el año de producción, y las leyendas "D.O.P". y "CONSORZIO TUTELA".
- la placa de caseína, aplicada sobre la superficie, que incluye el año de producción, la leyenda "C.F.P.R." y un código alfanumérico que identifica de forma unívoca cada pieza de queso.
- en ambas caras del queso producido con leche de la raza Reggiana Roja debe figurar, grabado mediante calor, el escrito "Vacca Rossa Reggiana".

## Elaboración
El Parmigiano Reggiano se elabora con leche de vaca no pasteurizada. La leche entera del ordeño de la mañana se mezcla con la leche naturalmente desnatada (que se obtiene manteniendo la leche en grandes tanques poco profundos para permitir que la nata se separe) del ordeño de la noche anterior, lo que da como resultado una mezcla parcialmente desnatada. Esta mezcla se bombea a cubas revestidas de cobre, que se calientan uniformemente y aportan iones de cobre a la mezcla.

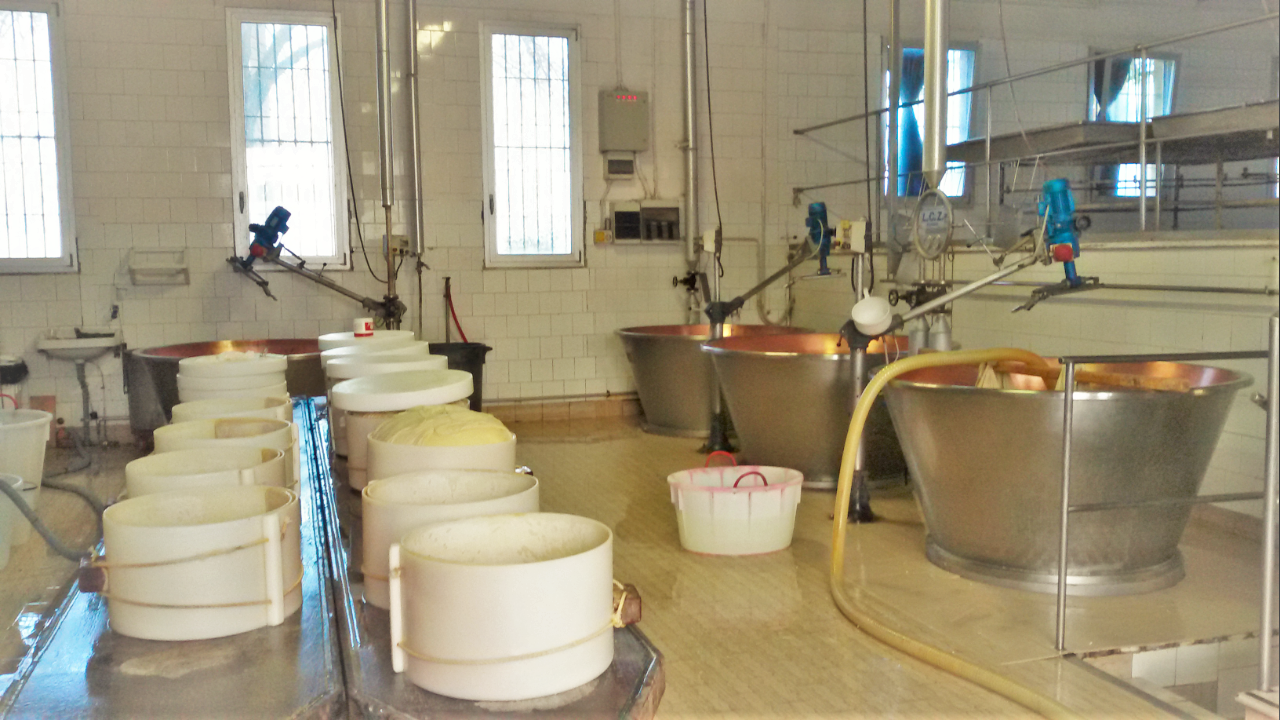
Tinas revestidas de cobre para la producción de Parmigiano Reggiano

El suero de arranque (que contiene una mezcla de determinadas termófilas bacterias lácticas) y se eleva la temperatura a 33-35 grados Celsius (91,4-95,0 °F). Se añade cuajo de ternera y se deja cuajar la mezcla durante 10-12 minutos. A continuación, la cuajada se rompe mecánicamente en trozos pequeños (del tamaño de granos de arroz). A continuación, se eleva la temperatura a 55 grados Celsius (131 °F) con un cuidadoso control por parte del quesero. La cuajada se deja reposar durante 45-60 minutos. La cuajada compactada se recoge en un trozo de muselina antes de dividirla en dos y colocarla en moldes. Hay 1100 litros (290,6 galAm) de leche por cuba, produciendo dos quesos cada una. La cuajada que compone cada rueda en este punto pesa alrededor de 45 kilogramos (99,2 lb). El suero restante en la cuba se utilizaba tradicionalmente para alimentar a los cerdos con los que se producía el Prosciutto di Parma (jamón curado de Parma). Los establos de estos animales solían estar a pocos metros de las salas de producción del queso.
El queso se coloca en una forma redonda de acero inoxidable que se aprieta con una hebilla accionada por un resorte para que el queso conserve su forma de rueda. Al cabo de uno o dos días, se suelta la hebilla y se coloca alrededor del queso un cinturón de plástico en el que se imprime varias veces el nombre Parmigiano Reggiano, el número de la fábrica y el mes y año de producción. Las impresiones se adhieren a la corteza del queso en aproximadamente un día y la rueda se introduce en un baño de salmuera para que absorba la sal durante 20-25 días. Tras la salmuera, las ruedas se trasladan a las salas de maduración de la fábrica durante 12 meses. Cada queso se coloca en estantes de madera que pueden tener 24 quesos de alto por 90 de largo o 2.160 ruedas en total por pasillo. A continuación, cada queso y el estante situado debajo se limpian manual o robotizadamente cada siete días y se voltea el queso.

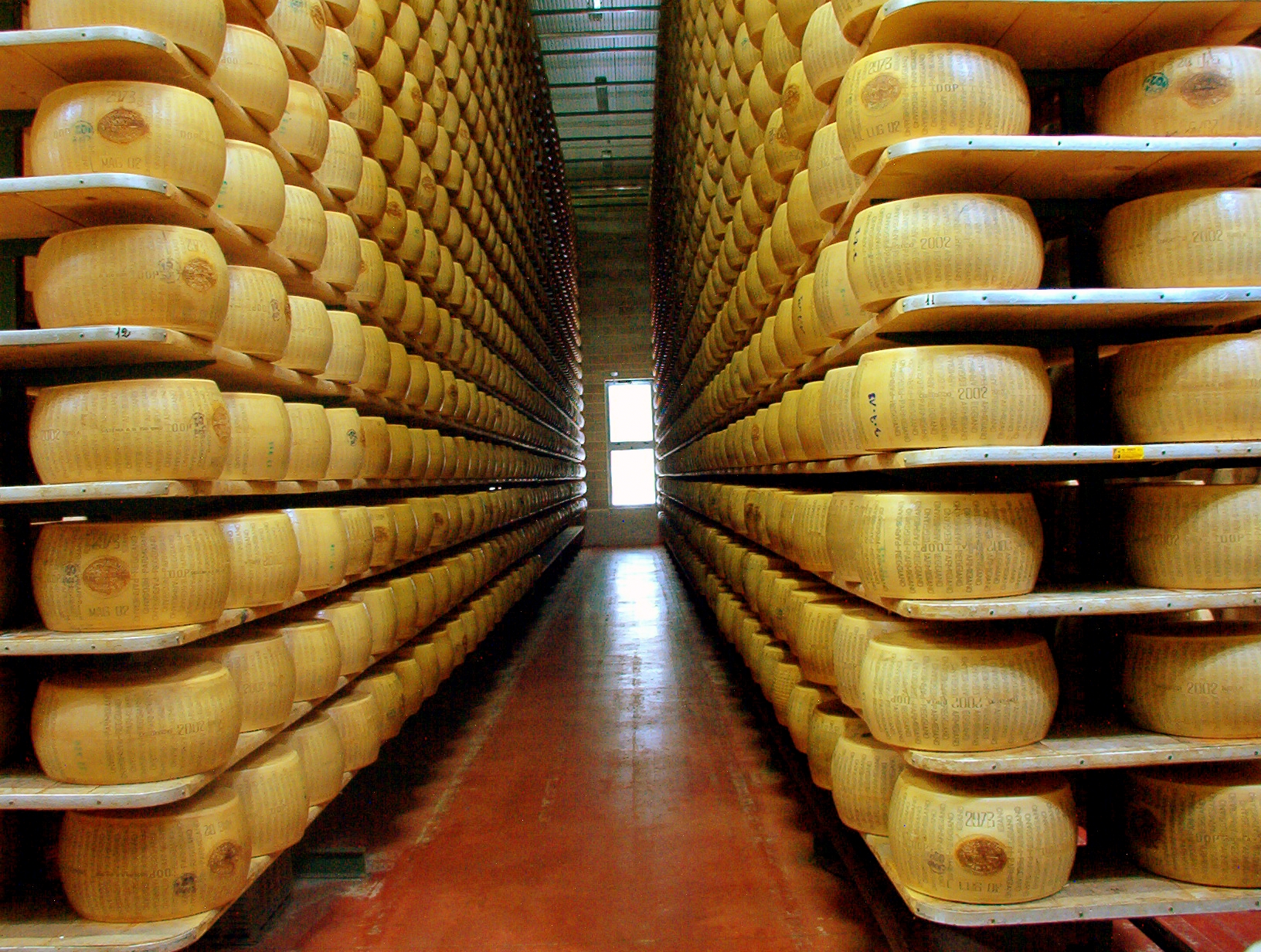
Una sala de maduración de la fábrica de Parmigiano Reggiano.

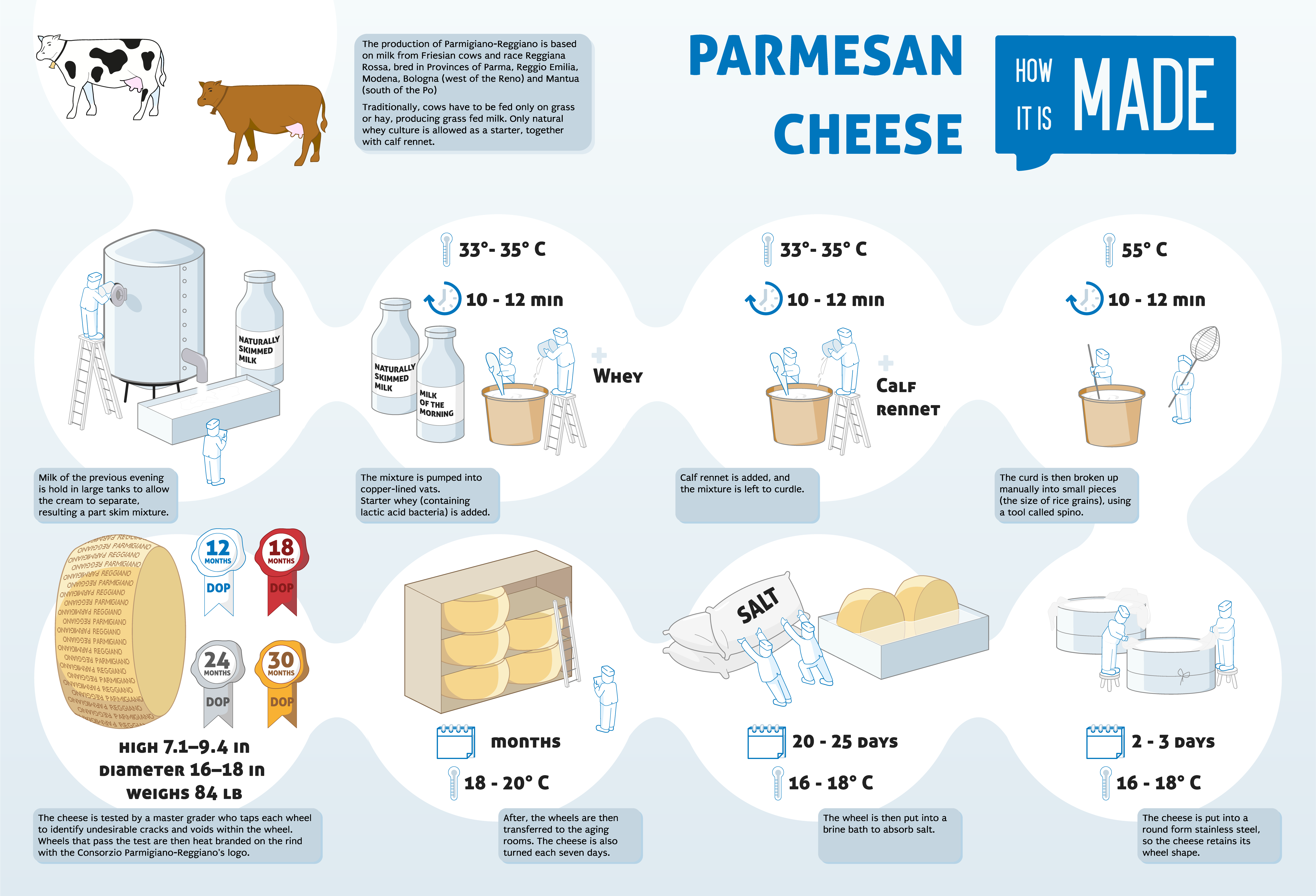
Proceso de elaboración del queso Parmesano.

A los 12 meses, el Consorzio Parmigiano Reggiano inspecciona cada rueda. El queso es examinado por un maestro calificador que golpea cada rueda para identificar grietas y huecos no deseados dentro de la rueda. Las ruedas que superan la prueba se marcan con calor en la corteza con el logotipo del Consorzio. Las que no superan la prueba solían tener la corteza marcada con líneas o cruces en todo el contorno para informar a los consumidores de que no estaban adquiriendo Parmigiano Reggiano de la máxima calidad; las prácticas más recientes consisten simplemente en despojar a estas cortezas de menor calidad de todas las marcas.
Tradicionalmente, las vacas se alimentan sólo de hierba o heno. Sólo se permite el cultivo de suero natural como iniciador, junto con cuajo de ternero.

## Producción
Actualmente gran parte de la producción de Parmigiano-Reggiano se realiza con leche producida por vacas de raza frisona, introducidas en el territorio en el curso del siglo XX. La raza que había sido tradicionalmente usada para la producción del queso es la Reggiana Roja (por una combinación de tres factores: su leche, su uso en el trabajo y su carne), introducida probablemente por los longobardos.
Aunque la vaca Reggiana Roja produce una leche considerada de calidad superior, su producción de leche es de un poco más de la mitad con respecto a la Frisona; esto, unido al hecho de que su uso para el trabajo en el campo ya no es tan necesario, ha propiciado el abandono del uso de la raza Reggiana Roja.
Algunas pequeñas queserías usan aún la leche de las Reggianas Rojas para producir un queso de calidad superior, y de ahí surge la “Associazione Nazionale Allevatori Bovine di Razza Reggiana” (Asociación Nacional de Criadores Bovinos de Raza Reggiana)
Cada unidad de queso entero Parmigiano debe tener un peso comprendido entre los 30 kg y algo más 40 kg, aunque normalmente están sobre los 40 kg. Para hacer una unidad de queso Parmigiano-Reggiano hace falta aproximadamente 550 litros de leche, con una media de 14 litros de leche por cada kilogramo de queso producido.
El tiempo de maduración no debe ser inferior a 12 meses, pudiendo llegar hasta los 36. También se pueden encontrar formas de 80 o 120 meses en casos especiales, siendo en este caso un producto extremadamente selecto.

## Industria

Logotipo oficial del Parmigiano Reggiano

Todos los productores de queso Parmigiano Reggiano pertenecen al Consorzio del Formaggio Parmigiano Reggiano ("Consorcio del Queso Parmigiano Reggiano"), que se fundó en 1928.Además de establecer y hacer cumplir las normas de la DOP, el Consorzio también patrocina actividades de marketing.
En el año 2017, cada año se producían unos 3,6 millones de ruedas (aproximadamente 137.000 tonelada métricas) de parmesano; utilizan alrededor del 18% de toda la leche producida en Italia.
La mayoría de los trabajadores de la industria láctea italiana (bergamini) pertenecen a la Confederación General Italiana del Trabajo. A medida que se jubilan los lecheros de más edad, los italianos más jóvenes tienden a trabajar en fábricas u oficinas. Los inmigrantes han ocupado ese puesto: el 60% de los trabajadores de la industria parmesana son ahora inmigrantes de la India, casi todos sijss.

## Usos

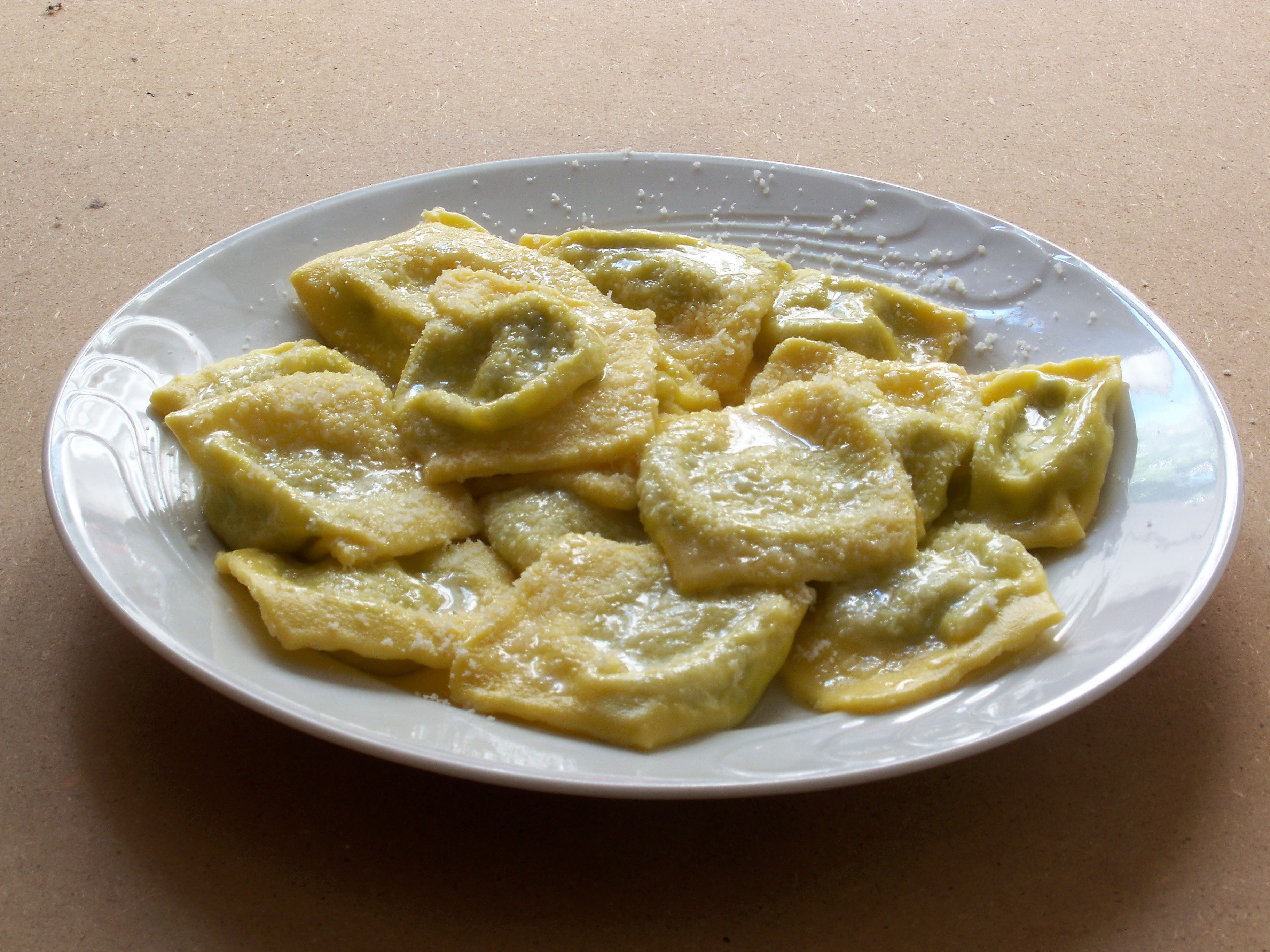
Rallado sobre platos de pasta (Tortelli d'erbetta).

Es creencia generalizada que el Parmesano es un condimento sólo para platos de pasta o sopa, o para utilizar en la cocina, pero también es un excelente queso de postre, especialmente cuando es joven o no muy viejo. En Italia se sirve troceado y acompañado de higos o peras, o se parte en trocitos pequeños y se consume como aperitivo.
En la cocina resulta sumamente versátil. En virutas finas aporta interés a ensaladas y es un clásico en los platos de "bresaola, carpaccio" o sobre corazones de alcachofas crudos. Rallado, se utiliza en todo tipo de salsas para pasta, excepto en las que llevan pescado. También se puede añadir a las pizzas en algunos casos o si el comensal así lo demanda.
Dada su larga maduración, el Parmesano resulta mucho más fácil de digerir que la mayoría de quesos. En Italia, se recomienda su consumo regular a niños, ancianos, deportistas y mujeres embarazadas.
La ricota seca es una alternativa al parmesano utilizada en Sicilia y Cerdeña para añadir a la pasta y a las salsas.
Está muy extendido en los supermercados llamar parmesano a otro tipo de quesos como el grada padano, esto es un error, aunque tienen propiedades organolépticas similares no son el mismo queso. El parmesano tiene un mayor tiempo de maduración lo que le da matices distintos.